# Pascal Lelarge
Pour les articles homonymes, voir Lelarge.
Pascal Lelarge, né le 26 décembre 1956 à Saint-Brieuc (Côtes-d'Armor), est un haut-fonctionnaire français.
De août 2020 à février 2022, il est préfet de Corse.

## Biographie

### Famille
Pascal Étienne André Lelarge naît le 26 décembre 1956 à Saint-Brieuc, dans les Côtes-d'Armor, du mariage d'Ulysse Lelarge, psychologue, et de Monique Bourhis, économe.
Le 10 juin 1980, il épouse Hélène Kergastel, médecin. De ce mariage, naît un enfant.
Sportif, il pratique le cyclisme, le bateau et la voile.

### Formation
Après des classes préparatoires au lycée privé Sainte-Geneviève de Versailles, Pascal Lelarge intègre l'École polytechnique en 1976,, puis l'École nationale des ponts et chaussées dont il sort diplômé en 1981 dans le corps des ponts et chaussées. 
Il suit des cours de l'Institut national des hautes études de la Sécurité intérieure (IHESI) en 2004-2005, puis de l'Institut des hautes études pour l'aménagement du territoire (IHEDAT).

### Parcours au sein de la haute fonction publique
En 1981, Pascal Lelarge est nommé responsable des grands travaux à la Marine nationale de Brest. Il reste à cette fonction durant cinq ans. 
En 1986, il devient directeur du port de Fort-de-France en Martinique, ainsi que chef de l'arrondissement portuaire et aéroportuaire à la direction départementale de l'Équipement. 
De retour en France métropolitaine en 1988, il est nommé directeur de l'aménagement, puis directeur de l'exploitation, du port autonome du Havre. 
En 1994, il devient directeur délégué de l'Établissement public d'aménagement de la ville nouvelle de Saint-Quentin-en-Yvelines, puis directeur général de l'Établissement public de l'aménagement Mantois-Seine-aval. 
En mai 2000, il est nommé directeur régional de l'Équipement de Basse-Normandie et directeur départemental de l'équipement du Calvados. 
Trois ans plus tard, il devient directeur régional de l'Équipement de Bretagne et directeur départemental de l'Équipement d'Ille-et-Vilaine, et, l'année suivante, en septembre, il obtient le grade d'ingénieur général des ponts et chaussées. 
En 2005, il est directeur, adjoint au directeur général à la direction générale de l'Urbanisme, de l'Habitat et de la Construction au ministère de l'Équipement et des Transports. 
En 2007, il est directeur régional de l'Équipement d'Île-de-France, avec le grade de préfet. Il est le seul des directeurs régionaux de l'Équipement à avoir été nommé en Conseil des ministres. Il y recommande de préparer l'urbanisation du secteur des Groues, qui s'étend entre Nanterre et La Défense, et adhère à une stratégie de baisse d'impôts sur les entreprises pour les faire venir sur le territoire afin qu'elles le dynamisent. Il traite notamment le dossier du projet naissant du Grand Paris. 
En 2009, il est nommé préfet de l'Yonne, puis en janvier 2011, préfet de la Sarthe. 
En 2014, il est nommé préfet du Haut-Rhin et le 22 août 2016 préfet du Finistère. Il gère la crise des algue vertes toxiques qui se déposent sur les plages, ainsi qu'un pic de violences due à des fusillades à Brest et à une hausse de la délinquance. 
Le 24 août 2020, il est nommé préfet de Corse, préfet de la Corse-du-Sud .

## Prises de positions
Il est très attaché aux langues régionales, notamment le breton. Arrivé en Corse, il déclare « Que les gens parlent leur langue, cela me convient très bien. Maintenant, n'en faisons pas non plus une posture à tous crins ».
Lors de son passage dans l'Yonne, il est qualifié de « préfet de choc », de « fantasque » ; il « décontenance et déboussole le Tout-Yonne » car « hyperactif, il n'hésite pas à aller à l'affrontement au point qu'on a souvent l'impression que seul le conflit l'intéresse ». C'est ainsi que, préfet du Finistère, il laisse de mauvais souvenirs à certains : « il s’est aussi retrouvé au cœur d’une polémique, en interdisant la consommation, le transport et la vente d’alcool pendant les Gras de Douarnenez en 2017. Il s’était aussi mis à dos le collectif opposé à la centrale à gaz de Landivisiau, en interdisant un rassemblement ».
Sa nomination en Corse à la fin de sa carrière le surprend, mais il déclare « c'est flatteur pour mon ego en termes de promotion ». Face à la pandémie de Covid-19, il appelle à la solidarité et à la responsabilité collective : « considérer que c'est à la police de faire le travail est une vision infantile et immature ».

## Distinctions

### Décorations
Le 17 avril 2003, Pascal Lelarge est nommé chevalier de l'ordre national de la Légion d'honneur au titre de « directeur régional et départemental de l'Équipement ; 22 ans de services civils et militaires ».
Le 14 novembre 2006, il est promu officier de l'ordre national du Mérite au titre de « directeur au ministère ; 26 ans de services civils et militaires » puis promu commandeur le 13 novembre 2014 au titre de « préfet du Haut-Rhin ».

### Grades
Le 17 février 1993, il est lieutenant de vaisseau dans la réserve.